# Myrmarachne epigealis
Myrmarachne epigealis es una especie de arañas araneomorfas perteneciente a la familia Salticidae.

## Distribución geográfica
Es endémica de la isla de Flores (Indonesia).